# PT Sans
PT ist eine Sammlung von mehreren unter freier Lizenz stehenden Schriftarten der russischen Firma ParaType. Zu ihr gehören PT Sans, PT Serif und PT Mono. Sie sind Peter dem Großen gewidmet, der um 1700 das Schriftbild des russischen Alphabets an das lateinische Alphabet anlehnte. Die Entwicklung wurde von der Föderalen Agentur für Presse und Medien Rospetschat unterstützt.

## PT Sans
PT Sans unterstützt alle Sprachen der kleinen Völker Russlands und ersetzt viele bisherige serifenlose Schriftarten. PT Sans ist in den Abwandlungen PT Sans Narrow (schmaler) und PT Sans Caption (breiter) erhältlich.

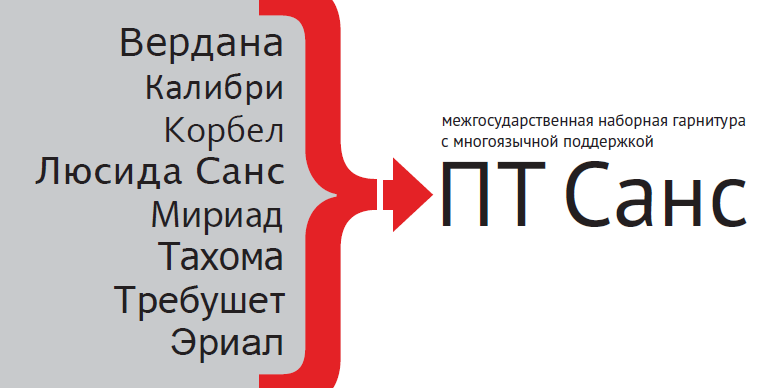
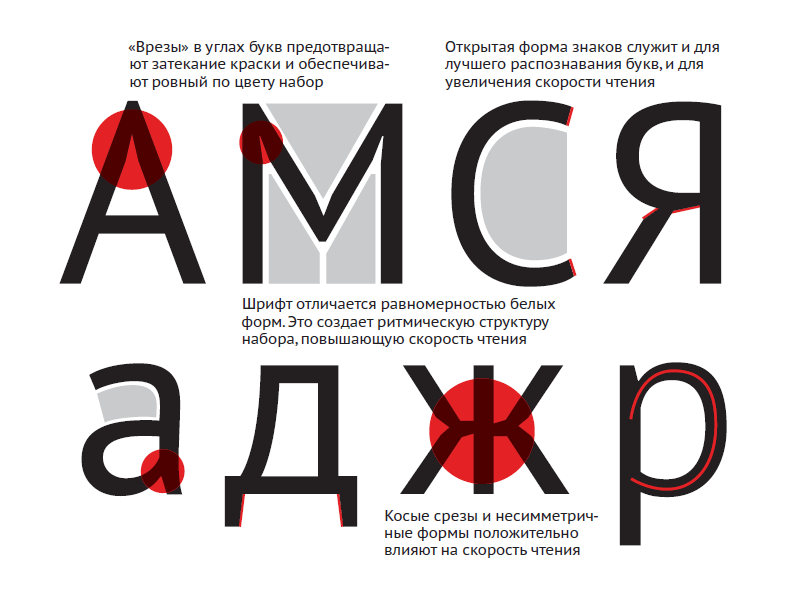
Typografische Elemente von PT Sans